# 11964 Prigogine
A 11964 Prigogine (ideiglenes jelöléssel 1994 PY17) a Naprendszer kisbolygóövében található aszteroida. Eric Walter Elst fedezte fel 1994. augusztus 10-én.